# Olga Wainstein-Krasuk
Olga Inés Wainstein-Krasuk (n. Ciudad de Buenos Aires, 1939) es una arquitecta argentina egresada de la Universidad de Buenos Aires. Es Magíster en Desarrollo Económico Local. Fundó y formó parte del estudio STAFF entre 1964 y 1992. Desde 1984 es Directora del Centro de Estudios del Hábitat y la Vivienda de la FADU-UBA (CEHyV).

## Biografía
Olga Inés Wainstein-Krasuk nació en Buenos Aires en mayo de 1939. Su decisión de ser arquitecta estuvo muy influida por su padre que era ingeniero civil y cuya empresa llegó a realizar importantes obras públicas. A ello sumó una educación artística: estudió piano desde los 8 hasta los 18 años, concurrió a talleres de dibujo y pintura y desde los 15 años hasta los 22 formó parte del Centro Cultural Alberto Einstein creado por un grupo de adolescentes entre los que se encontraba, invitando a figuras destacadas de distintas disciplinas.

## Ámbito académico
Estudió arquitectura en la FAU-UBA entre 1958 y 1964 teniendo de profesores a referentes de la arquitectura argentina como Wladimiro Acosta, Juan Manuel Borthagaray, Justo Solsona y Javier Sánchez Gómez. Siendo alumna participó en concursos junto a Horacio Baliero, Eduardo Polledo, Justo Solsona, Javier Sánchez Gómez, Flora Manteola, y Jorge Goldemberg, entre otros. Antes de finalizar la carrera se integra como docente en la cátedra de Wladimiro Acosta, actividad en la que continuó hasta que renunció con la llegada de la dictadura de Onganía en 1966 y regresó a la docencia de la FADU-UBA, donde continúa, en 1984 con el regreso de la democracia a Argentina.
A su regreso a la FADU en 1984 se reintegró como profesora Adjunta en Diseño V en la Cátedra de Jorge Goldemberg, en la que permaneció hasta 1988. También en 1984, fue invitada a dirigir en la Facultad el Centro FADU-UBA-OEA dependiente de la Secretaría de Investigaciones con fondos directos de OEA que a partir de 1999 pasó a llamarse CEHyV, Centro de Estudios del Hábitat y la Vivienda. Entre 1991 y 1999 fue profesora titular de la materia optativa “Vivienda y Hábitat, Políticas y Estrategias”.

## Obras
Olga Wainstein-Krasuk fundó el Estudio Staff con Ángela Teresa Bielus y Jorge Goldemberg. Los trabajos del estudio se desarrollaron en múltiples frentes: planeamiento, arquitectura, consultoría, docencia e investigación, planeamiento estratégico y en emprendimientos de gran escala. Si bien gran parte de su obra han sido los conjuntos habitacionales (ganados por concurso), hicieron todo tipo de obras, aunque con una gran vocación por los temas sociales tratando de adaptar sus proyectos a las complejidades de la vida urbana. El Estudio Staff proyectó y dirigió más de 2.000.000 de m², la mayoría de ellos obtenidos por la participación en concursos y licitaciones nacionales e internacionales.

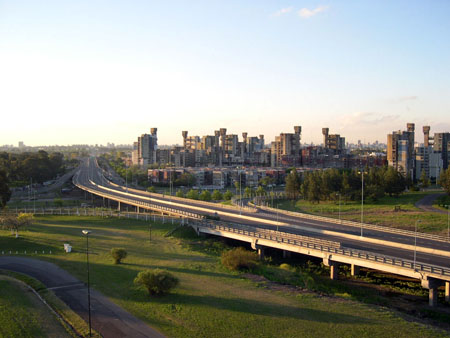
Conjunto habitacional Soldati

Algunas de las obras más destacadas de Estudio Staff han sido: los conjuntos habitacionales Ciudadela I y II que alojan una población de más de 25.000 habitantes, el Conjunto Habitacional Soldati (3200 viviendas); el Plan Director Zonal, Plan Regulador de Río Turbio y 28 de Noviembre con el proyecto de la nueva ciudad para alojar 50.000 habitantes; los Conjuntos Habitacional Río Grande I y II (70.000 m²); el Mercado Nacional de Hacienda, estudio avanzado y prefactibilidad (500.000 m². cubiertos. 1.ª Etapa 250.000); el Conjunto habitacional y Equipamiento Chacra II Río Grande en Tierra del Fuego (de 135000 m².); los Conjuntos habitacionales Cañuelas y Pilar. También realizaron escuelas, hospitales, hoteles, Centros Cívicos, Sedes de Gobierno, estadios, y otras obras, algunas de ellas en asociación con otros estudios. En el concurso internacional obtuvieron el Taichung Government Building.

## Investigación y consultorías
Wainstein-Krasuk ha coordinado y dirigido equipos multidisciplinarios en diversas consultorías internacionales y ha sido consultora individual para el Banco Interamericano de Desarrollo. En 1998 fue Consultora en una Misión de Asistencia Técnica (Fondo Argentino Cooperación Horizontal) Oficina de Planeamiento Estratégico del Gobierno de El Salvador como Consultora de Medio Ambiente / Ordenamiento Territorial, Ley de Medio Ambiente y Asentamientos Humanos. Participó como Consultora Nacional de Asentamientos Humanos, en un Programa PNUD-Hábitat 1993. Dirigió un equipo multidisciplinario para el "Programa de Estrategias Nacionales del Hábitat" que propuso un anteproyecto de Ley De Hábitat, según un convenio PNUD/ Gobierno Argentino/FADU-UBA 1993-1994.
Desde el CEHyV realiza el Anteproyecto y Proyecto participativo para la realización de la Sede de la Sociedad de Fomento del barrio Los Cachorros, en Del Viso Pilar, que comprende sede social, deportiva, cultural y educativa en forma conjunta con la cátedra de Construcciones de la FADU-UBA. Allí también dirige proyectos de investigación UBACyT 2014-17. Es además directora de posgrado del Programa de Actualización DEL, Consultora externa de AVINA y de la Red Argentina de Ciudades justas, Democráticas y Sustentables y organismos públicos y privados.

## Publicaciones
- Wainstein-Krasuk, Olga; Brandáriz, Graciela, eds. (2013). Ciudades inclusivas. Estrategias de intervención hacia ciudades inclusivas. Buenas Prácticas. Buenos Aires: Café de las ciudades. ISBN 9789872973735.
- Borthagaray, Juan Manuel; Igarzábal de Nistal, María Adela; Wainstein-Krasuk, Olga, eds. (2006). Hacia la gestión de un hábitat sostenible. Buenos Aires: Nobuko. ISBN 987-584-007-6.
- Wainstein-Krasuk, Olga, ed. (1998). Hábitat y Vivienda. El Gran Desafío. Buenos Aires: SICYT-FADU-UBA-CEHV.
- Wainstein-Krasuk, Olga (1998). Ley de Medio Ambiente y Asentamientos Humanos. República de El Salvador. Buenos Aires: Fondo Argentino de Cooperación Horizontal. Gobierno de El Salvador. Oficina de Planeamiento Estratégico VMVDU, Misión de Asistencia técnica.

## Premios
El Estudio STAFF obtuvo numerosos premios en concursos de ideas, anteproyecto y proyecto: 32 primeros premios, 8 segundos premios, 3 terceros premios, 6 menciones, 4 premios especiales otorgados por el Ministerio de Bienestar Social. A nivel personal Olga Wainstein-Krasuk ha recibido 4 premios a la producción científica y tecnológica de la UBA, el Premio Bienal de Arquitectura 1987 y el Premio Engineering Society Designer 1989.